# Phoebe Robinson
Phoebe Robinson (Bedford, 28 settembre 1984) è una comica, attrice e scrittrice statunitense.

## Biografia
Phoebe Robinson ha iniziato la sua carriera come editrice per numerose riviste e pubblicazioni, come Glamour, New York Times, Vanity Fair e Huffington Post. Dal 2016 al 2018 ha condotto il podcast 2 Dope Queens con Jessica Williams, dal quale è andato in onda uno speciale per la HBO.
Sempre nel 2016 ha condotto anche il podcast Sooo Many White Guys ("Così tanti ragazzi bianchi"). Prodotto dagli WNYC Studios, è una risposta alla predominaza di maschi bianchi nelle commedie, e dà voce soprattutto a persone non bianche e di sesso non maschile, ossia donne, persone di colore e membri della comunità LGBT. A riguardo di ciò la Robinson, stufa di essere sempre presa come simbolo della "commediante donna nera", afferma: "Ho pensato che sarebbe stato bello cambiare il modello di talk show predominante in uno dove parlare con donne, persone di colore, persone della comunità LGBTQ+, ossia persone che ritengo essere davvero affascinanti e fantastiche e a cui non viene data l'importanza che meritano. Così posso concentrarmi su di loro e capovolgere l'intero processo dell'intervista e, sai, ogni tanto chiamare un commediante uomo bianco giusto come simbolo - ovviamente, una persona che rispetto ancora, ma solo capovolgere il rapporto."
Come comica è apparsa in numerosi programmi televisivi, come Last Comic Standing, The Today Show, Late Night with Seth Meyers, Broad City e Totally Biased with W. Kamau Bell.
Nel 2016 e nel 2018 ha scritto e pubblicato due libri, rispettivamente You Can't Touch My Hair (And Other Things I Still Have to Explain) e Everything's Trash, but It's Okay. Nel 2018 è stata protagonista del film Netflix Ibiza con  Gillian Jacobs e Vanessa Bayer.

## Filmografia

### Cinema
- Ibiza, regia di Alex Richanbach (2018)
- What Men Want, regia di Adam Shankman (2019)

### Televisione
- I Love Dick – serie TV, 7 episodi (2016-2017)
- Search Party – serie TV, 2 episodi (2017)

## Opere
- (EN) You Can't Touch My Hair (And Other Things I Still Have to Explain), Plume, 2016, ISBN 9780143129202.
- (EN) Everything's Trash, but It's Okay, Plume, 2018, ISBN 9780525534143.